# Чжан Цібінь (плавець)
Чжан Цібінь (23 червня 1994) — китайський плавець.